# Gene Grabeel
Gene Grabeel, née le 5 juin 1920 à Rose Hill, et morte le 30 janvier 2015 à Blackstone, Virginie, est une mathématicienne et cryptanalyste américaine qui a fondé le projet Venona. 

## Carrière
Grabeel est diplômée du Mars Hill College (en) et du Farmville State Teachers College et a d'abord travaillé comme professeure d'arts ménagers dans une école secondaire. Dans son livre Code Warriors: NSA's Codebreakers and the Secret Intelligence War Against the Soviet Union, Stephen Budiansky décrit comment elle a eu l'occasion de travailler en tant que cryptanalyste du gouvernement américain: 

« Gene Grabeel [...] enseignait dans un lycée près de Lynchburg dans le centre de la Virginie et se désespérait de son travail quand elle rencontre au bureau de poste un jeune officier de l'Armée qui cherchait des diplôméspour aller travailler dans un lieu tenu secret près de Washington, pour effectuer un travail pour lequel il ne pouvait révéler aucun détail. ... Grabeel avait réfléchi à essayer de travailler pour le gouvernement fédéral et demandé à son père ce qu'il pensait de cette idée. Il lui a répondu qu'elle pouvait aussi bien « aller à Washington durant six mois et trier des papiers ». Elle est partie pour la capitale dès qu'elle a pu trouver un remplaçant. »

— Stephen Budiansky (2016).
En 1936, Grabeel entame sa carrière de 36 ans au sein du Service de renseignement sur les transmissions. Le 1er février 1943, elle fonde le projet Venona, un programme de contre-espionnage visant à décrypter les communications soviétiques,,,. Elle et d'autres passèrent des mois à passer au crible les télégrammes soviétiques stockés et entrants.

## Vie privée
Grabeel est née à Rose Hill, en Virginie, le 5 juin 1920. Elle a fréquenté l'église baptiste de Blackstone. Elle était membre des Filles de la Révolution américaine et des Dames coloniales du XVIIe siècle.  

## Disparition et hommages
Après la déclassification du projet Venona en 1995, Grabeel a été reconnue par la CIA comme un « héros américain ». Grabeel est décédée à l'âge de 94 ans le 30 janvier 2015 à Blackstone, en Virginie. 